# معهد دول الخليج العربية في واشنطن
معهد دول الخليج العربية في واشنطن هو مجمع تفكير لا ربحي في واشنطن العاصمة مختص بتغطية «التنوع الاجتماعي والاقتصادي والسياسي لدول الخليج العربي».  السفير فرانك ج. ويزنر هو رئيس مجلس إدارة المعهد. 

## التأسيس والمقصد
تأسس معهد دول الخليج العربية في واشنطن في عام 2015. المعهد هو مؤسسة مستقلة غير ربحية، يعمل على تقديم أبحاث وتحليلات معمقة حول الأبعاد الاجتماعية والاقتصادية والسياسية لدول الخليج العربية ودول الجوار الرئيسية، وتأثير هذه الأبعاد على السياستين المحلِّية والخارجية. يركّز المعهد على قضايا السياسة والأمن، وصولًا إلى الاقتصاد والتجارة والأعمال من جهة، كما يركز المعهد أيضاً على الديناميكيات الاجتماعية، وصولًا إلى المجتمع المدني والثقافة من جهة أخرى. يسعى المعهد من خلال البرامج والدراسات والتبادل البحثي إلى تشجيع حوار معمّق، وتعريف صناع السياسة الخارجية الأمريكية ومجتمع الأعمال الأمريكي والمجتمع الأكاديمي، فيما يتعلق بهذه المنطقة الجيوستراتيجية الهامة.

## مجلس الإدارة
لمجلس إدارة المعهد وحدَه صلاحية الإدارة والإشراف العام على معهد دول الخليج العربية في واشنطن.
| - دوجلاس سيليمان: سفير أمريكا لدى العراق، رئيس المعهد. - فاطمة الشامسي: نائبة رئيس مجلس إدارة المعهد - فرانك ويزنر: رئيس مجلس إدارة المعهد - عبد المنعم سعيد علي: المدير المؤسس للمعهد والرئيس الشرفي وأمين الصندوق - يوسف حمد الإبراهيم: عضو مجلس إدارة المعهد - كريستوفر جيه ديفيز | - محمد العارضي: عضو مجلس إدارة المعهد - مارسيل وهبة: الرئيسة الفخرية للمعهد - لمياء الحاج - عبد الخالق عبد الله | - نبيل حبايب: عضو مجلس إدارة المعهد |

## منشورات

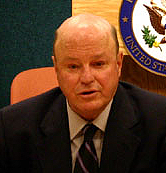
فرانك ج. ويزنر ، رئيس مجلس الإدارة

يقوم عدة مساهمين بإعداد أوراق إستراتيجية طويلة وقصيرة المدى في القضايا المتعلقة بدول الخليج وعلاقاتها البينية، وعلاقتها مع الولايات المتحدة.  كما ينشر المعهد نشرة إخبارية أسبوعية تسمى The Dhow تحتوي على أبحاث وتحليل وتعليق. 

## روابط خارجية
- الموقع الرسمي